# اریک شکتر
اریک شکتر (متولد ۱ آگوست ۱۹۵۰) یک ریاضیدان آمریکایی بازنشسته از دانشگاه واندربیلت است. او در ابتدا به آنالیز ریاضی علاقه‌مند بود، اما بعد به منطق ریاضی روی آورد. شکتر به خاطر نوشتن کتاب هندبوک آنالیز ریاضی و مبانی آن در سال ۱۹۹۶ شناخته شده است. این کتاب رویکرد نوآورانه‌ای نسبت به آنالیز ریاضی و موضوعات مرتبط با آن در سطح تحصیلات تکمیلی دارد.